# 欧班日
欧班日（法語：Aubinges，法語發音：[obɛ̃ʒ]）是法国谢尔省的一个市镇，位于该省中北部，属于布尔日区。

## 地理
欧班日（47°13'21"N, 2°34'56"E）面积10.97 平方千米，位于法国中央-卢瓦尔河谷大区谢尔省，该省份为法国中部省份，北起卢瓦雷省，西接卢瓦-谢尔省和安德尔省，南至克勒兹省，东南接阿列省，东临涅夫勒省。
与欧班日接壤的市镇（或旧市镇、城区）包括：莱赛克斯当日永、莫罗格、帕拉西、里扬、圣塞奥尔。

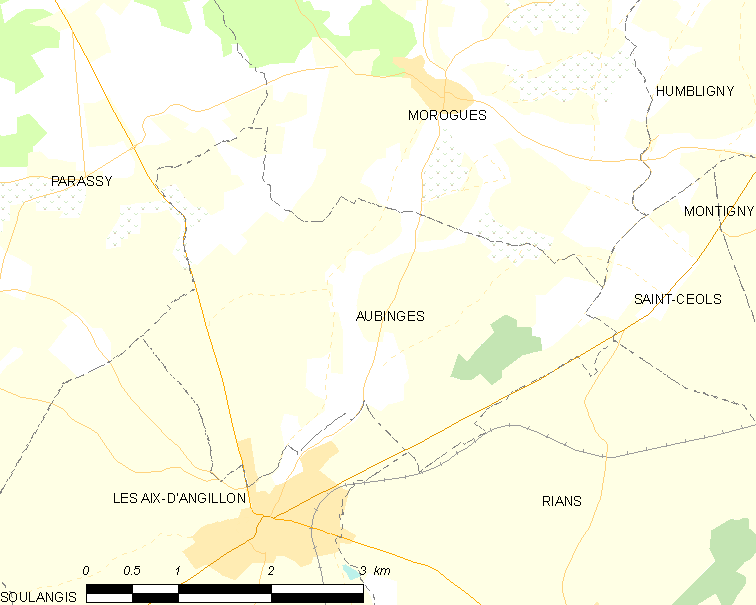
欧班日的OSM定位图

欧班日的时区为UTC+01:00、UTC+02:00（夏令时）。

## 行政
欧班日的邮政编码为18220，INSEE市镇编码为18016。

## 政治
欧班日所属的省级选区为圣日耳曼迪皮县。

## 人口

1962-2008年间欧班日人口变化图示

欧班日于2022年1月1日时的人口数量为402人。